# Mezobromelia fulgens
Mezobromelia fulgens är en gräsväxtart som beskrevs av Lyman Bradford Smith. 
Mezobromelia fulgens ingår i släktet Mezobromelia och familjen Bromeliaceae. IUCN kategoriserar arten globalt som starkt hotad. Inga underarter finns listade i Catalogue of Life.